# Hans van Mierlo
Henricus Antonius Franciscus Maria Oliva "Hans" van Mierlo (18. august 1931 – 11. marts 2010) var en hollandsk politiker, der var med til at grundlægge partiet Demokrater 66.
Han grundlagde i 1966, sammen med Hans Gruijters partiet Demokrater 66. Han har været medlem af både senatet og repræsentanternes hus i det hollandske parlament. I 14 år, fungerede han som formand for det parlamentariske part, i repræsentanternes hus, i første periode fra den 16. februar 1967 indtil den 1. september 1973 og igen fra den 22. maj 1986 indtil den 19. august 1994.
I perioden 1981-1982 var han forsvarsminister. Senere, udenrigsminister og vicepremierminister i Holland.